# Ruth Jacott
Ruth Jacott (Paramaribo, 2 september 1960) is een Surinaams-Nederlandse zangeres.

## Biografie
Jacott werd geboren in Suriname en verhuisde op negenjarige leeftijd met haar familie naar Nederland, alwaar ze op zeventienjarige leeftijd meedeed aan een talentenjacht, waar ze veel aanbiedingen aan overhield. Ze stopte met haar studie aan het Hilversumse conservatorium en begon haar loopbaan bij The Vips en orkesten als The Skymasters, het VARA-dansorkest en het Metropole Orkest.

### Doorbraak
In 1986 won Jacott met het Nederlandse VARA-team (waarin ook Lisa Boray en Marielle Tromp zaten) de Knokke Cup in België. Na dit succes kreeg ze veel werk in de musicalwereld. Ze kreeg belangrijke rollen in de Nederlandse producties Cats en A Night At The Cotton Club. Met de Duitstalige versies van deze producties speelde ze ook in Duitsland en Zwitserland. In 1989 ontving Jacott de Zilveren Harp. Een jaar later zong ze met Hans Vermeulen het duet Teygo Makandra, ter herdenking van de vliegtuigramp in Paramaribo. Het duet werd nogmaals uitgebracht na de Bijlmerramp in 1992 en werd toen een hit. Eerder dat jaar was ze te zien in het achtergrondkoor van Humphrey Campbells Wijs me de weg tijdens het Eurovisiesongfestival 1992.

### Succesjaren
In 1993 nam haar carrière een belangrijke wending, toen ze werd gevraagd om Nederland te vertegenwoordigen tijdens het Eurovisiesongfestival in Ierland. Ze belandde uiteindelijk met 92 punten op plek zes in de ranglijst, met het lied Vrede. Haar Nederlandstalige debuutalbum Ruth Jacott verscheen kort daarna. In juli 1993 scoorde ze samen met Paul de Leeuw een grote hit met het duet Blijf bij mij. Dit lied zong zij solo tijdens het Nationaal Songfestival. In het voorjaar van 1994 verscheen haar tweede album Hou me vast, dat dubbelplatina werd. Ze werkte daarnaast mee aan albums van Gerard Joling, René Froger en Oscar Harris. Met de single Buseruka, meegeschreven door luisteraars van 3FM, haalde ze geld binnen voor projecten in Rwanda van UNICEF en Novib.
Haar derde album Geheimen verscheen in 1995 en behaalde goud. Ze trok langs de Nederlandse theaters. Door alle drukte raakte ze oververmoeid en werd haar stem overbelast. In februari 1997 werd Jacott onderscheiden met een Gouden Harp. Twee maanden later verscheen het album Hartslag. Ook dit was een groot succes en ze ging weer op tournee. Het compilatiealbum Altijd dichtbij, dat uitkwam in 1998, bevatte een overzicht van vijf jaar hits. Ze zong het titelnummer van de Nederlandse film Kruimeltje (1999). In 2000 onderging Jacott een operatie aan haar stembanden. Na te zijn hersteld, ging ze weer de theaters in. Haar album Vals verlangen werd goud en in oktober trad Jacott op in Carré. Dit optreden werd opgenomen door RTL 4 en verscheen later op cd. In 2002 verscheen het album Tastbaar en daarvan de single Onderhuids. Beide waren geproduceerd door Humphrey Campbell en het duo Fluitsma & Van Tijn. Twee jaar later verscheen het duet Nu is het over, met Mark Dakriet (bekend van Re-Play). In 2004 verscheen de compilatie-cd Het beste van Ruth Jacott met al haar hits.
In het theaterseizoen 2005/2006 stond Jacott met haar theatershow A touch of Latin in de Nederlandse theaters. In deze show kwam zowel Spaans als haar Nederlandse repertoire aan bod, soms in een nieuw latin-jasje gestoken. Wegens het grote succes werd deze tournee in het seizoen 2006/2007 vervolgd. In december 2008 stond Jacott op de planken met haar eigen kerstshow. Op 23 maart 2009 kwam de single Jammer, maar helaas uit van haar nieuwe latin-album Passie dat 20 april 2009 verscheen. Passie was een dubbel-cd met op de eerste cd de originele versies en op de tweede de Nederlandse bewerkingen daarvan. Vanaf het najaar van 2009 deed Jacott met Passie de theaters aan. De choreografie van deze theatershow lag in de handen van Koen Brouwers en Roemjana de Haan.
In 2010 was Jacott te gast tijdens Toppers In Concert 2010 in het Amsterdam ArenA. Samen met het team van het Radio 2-programma Knooppunt Kranenbarg beklom Jacott in juni de Alpe d'Huez. Vanaf februari 2011 was Jacott te zien in haar onewomanshow Simply the best, waarin ze songs van haar heldinnen van vroeger zong en tussen de liedjes door haar levensverhaal vertelde, opgetekend door Frank Houtappels, regie Martin Michel en gearrangeerd door Glenn Gaddum sr. Vanaf oktober 2012 trok Jacott opnieuw door de theaters met een nieuwe showtour onder de naam "A lady on stage", haar meest persoonlijke show tot dan toe, met eigen liedjes maar ook keuzes uit het repertoire van Tina Turner en Billie Holiday. Deze show werd eveneens geschreven door Frank Houtappels, regie Martin Michel en gearrangeerd door Glenn Gaddum sr., die tevens de muzikale leiding had. Deze plannen werden echter voor lange termijn uitgesteld, toen Jacott slechts enkele dagen voor de eerste opvoering tijdens repetities van het podium viel en haar voet op meerdere plaatsen brak. De tour werd begin 2013 hervat. In 2014 hield Jacott zich bezig met haar eerste Nederlandstalige album (met nieuwe liedjes) in 12 jaar tijd. Het nummer Verliefd verward verscheen als eerste single en werd goed ontvangen door het publiek. Het album verscheen in het najaar onder de titel Ik adem je in en behaalde de vierde plaats in de Album Top 100. In de zomer van 2019 deed Jacott een aantal schrijfsessies met Diggy Dex en Rene van Mierlo waaruit onder andere de single De jaren gaan voorbij ontstond. In de eerste maanden van 2020 stond Jacott met een nieuwe show in de theaters waarin ze ook een aantal nieuwe liedjes vertolkte. Twee daarvan (Wat ik ooit voelde en Niemand) verschenen rond die periode op single. De tournee moest vanwege de coronapandemie vroegtijdig worden stopgezet. In de zomer van 2021 maakte Jacott voor de Uitmarkt in Amsterdam een cover van de Doe Maar-klassieker Liever dan lief. Ook deze werd op single uitgebracht.

### Musicals
Toen ze in 1987 auditie deed voor de musical Cats van Andrew Lloyd Webber, werd ze geselecteerd voor de rol van Grisabella. Deze rol leverde haar uitstekende recensies op. Na Cats volgde in 1989 de hoofdrol in A night at the Cotton Club, die zij behalve in Nederland ook in België, Duitsland en Zwitserland vertolkte. Voor haar prestaties in beide musicals ontving Jacott een Zilveren Harp, uitgereikt door de Stichting Conamus.
In 2008 speelde Jacott de titelrol in de musical Billie Holiday, over de legendarische zwarte zangeres. De musical werd door zowel pers als publiek zeer positief ontvangen. Gearrangeerd door Glenn Gaddum sr. Op 2 juni 2008 kreeg ze voor de rol de Musical Award voor "Beste Vrouwelijke Hoofdrol in een Kleine Musical".

### Televisie
Ruth Jacott zong de openingstunes van de langlopende quiz Waku Waku en de soapserie Onderweg naar Morgen. In 2010 speelde Jacott een bijrol in 't Spaanse Schaep als Jopie Vrijman. Ze deed in 2011 mee met het programma De beste zangers van Nederland. Dit seizoen werd in het tweede kwartaal van 2012 uitgezonden door de TROS. in 2017 was ze te zien in het RTL 4-programma The Big Music Quiz, ze zat in het verliezende team. In 2021 deed Jacott mee aan het televisieprogramma Het perfecte plaatje en in 2022 was ze een secret singer en later panellid in het televisieprogramma Secret Duets. Ook was Jacott in 2022 te zien als gastpanellid in het televisieprogramma I Can See Your Voice.
In 2023 nam Jacott deel aan The Interior Project VIPS van RTL 4, waar ze als tweede afviel wegens gezondheidsredenen. In juni 2023 was Jacott hoofdpersoon in een aflevering van Simone Kleinsma's programma Klassiekers met Kleinsma. In 2024 was Jacott opnieuw panellid in Secret Duets. In mei 2025 was Jacott te zien als panellid in de Eurovisiesongfestival-special van het RTL 4-programma Make Up Your Mind.

### Film
In 2009 sprak Jacott de stem in van Mama Odie voor de Disney animatiefilm De Prinses en de Kikker. Jacott sprak in 2021 de stem en zangstem in van Abuela Madrigal voor de Disney film Encanto.

## Privéleven
Jacott heeft ruim tweeëntwintig jaar een relatie gehad met zanger Humphrey Campbell. In 2011 gingen ze uit elkaar zonder met elkaar getrouwd te zijn geweest.
In 2001 werd ze gedecoreerd als ridder in de Ere-Orde van de Gele Ster.

## Discografie

### Albums
| Album met eventuele hitnotering(en) in de Nederlandse Album Top 100 | Datum van verschijnen | Datum van binnenkomst | Hoogste positie | Aantal weken | Opmerkingen                                   |
| ------------------------------------------------------------------- | --------------------- | --------------------- | --------------- | ------------ | --------------------------------------------- |
| Ruth Jacott                                                         | 1993                  | 01-05-1993            | 30              | 23           | Platina                                       |
| Hou me vast                                                         | 1994                  | 14-05-1994            | 2               | 80           | 2× Platina                                    |
| Geheimen                                                            | 1995                  | 14-10-1995            | 8               | 40           | Goud                                          |
| Hartslag                                                            | 1997                  | 12-04-1997            | 2               | 35           | Platina                                       |
| Altijd dichtbij: De hitcollectie                                    | 1998                  | 07-03-1998            | 11              | 16           | Verzamelalbum                                 |
| Vals verlangen                                                      | 1999                  | 01-05-1999            | 6               | 16           | Goud                                          |
| Live in Carré                                                       | 2000                  | 02-12-2000            | 44              | 13           | Livealbum                                     |
| Tastbaar                                                            | 01-11-2002            | 16-11-2002            | 28              | 9            |                                               |
| Het beste van                                                       | 26-04-2004            | 13-03-2004            | 23              | 14           | Verzamelalbum                                 |
| Passie                                                              | 17-04-2009            | 25-04-2009            | 13              | 18           |                                               |
| A tribute to Billie Holiday                                         | 12-11-2010            | 20-11-2010            | 41              | 3            | met Het Metropole Orkest o.l.v. Michael Abene |
| Simply The Best - One Woman Show                                    | 16-03-2012            | 24-03-2012            | 8               | 30           | Verzamelalbum                                 |
| Ik adem je in                                                       | 2014                  | 11-10-2014            | 4               | 7            |                                               |

### Singles
| Single met eventuele hitnotering(en) in de Nederlandse Top 40 | Datum van verschijnen | Datum van binnenkomst | Hoogste positie | Aantal weken | Opmerkingen |
| ------------------------------------------------------------- | --------------------- | --------------------- | --------------- | ------------ | --- |
| Teygo Makandra                                                | 1989                  | 19-05-1990            | tip17           | -            | met Hans Vermeulen / Nr. 60 in de Nationale Top 100                                                                 |
| Teygo Makandra                                                | 1992                  | 24-10-1992            | 20              | 4            | met Hans Vermeulen / Nr. 27 in de Nationale Top 100 / Veronica Alarmschijf Radio 3                                  |
| Vrede                                                         | 1993                  | 15-05-1993            | 16              | 7            | Eurovisiesongfestival / Nr. 16 in de Mega Top 50                                                                    |
| Blijf bij mij                                                 | 1993                  | 03-07-1993            | 5               | 10           | met Paul de Leeuw / Nr. 5 in de Mega Top 50 / Alarmschijf                                                           |
| Onderweg naar morgen                                          | 1994                  | 05-02-1994            | 24              | 5            | Tune voor de soap Onderweg naar Morgen / Nr. 15 in de Mega Top 50                                                   |
| Vrij met mij                                                  | 1994                  | 23-04-1994            | 25              | 6            | Nr. 19 in de Mega Top 50                                                                                            |
| Buseruka (Lied voor Rwanda) / Ik kan echt zonder jou          | 1994                  | 16-07-1994            | 8               | 12           | Nr. 8 in de Mega Top 50                                                                                             |
| Ik hou zoveel van jou (Rad van fortuin)                       | 1994                  | 15-10-1994            | 33              | 3            | Nr. 30 in de Mega Top 50                                                                                            |
| Zon voor de maan                                              | 1994                  | 17-12-1994            | tip18           | -            | |
| You've got a friend                                           | 1995                  | 09-09-1995            | 3               | 6            | met Marco Borsato & René Froger / Nr. 3 in de Mega Top 50                                                           |
| Ik ga door                                                    | 1995                  | 30-09-1995            | 20              | 5            | Nr. 24 in de Mega Top 50                                                                                            |
| Kippevel                                                      | 1995                  | 25-11-1995            | tip11           | -            | |
| Hij gaat voor C!                                              | 1997                  | 08-02-1997            | 3               | 8            | als BN'ers voor BNN / Nr. 3 in de Mega Top 100                                                                      |
| Hartslag                                                      | 1997                  | 05-04-1997            | 32              | 6            | Nr. 39 in de Mega Top 100                                                                                           |
| Altijd dichtbij                                               | 1997                  | 05-07-1997            | tip2            | -            | met Joël Eweg Ter promotie van KPN/ Nr. 49 in de Mega Top 100                                                       |
| Liefde of lust                                                | 1997                  | 18-10-1997            | tip16           | -            | Nr. 81 in de Mega Top 100                                                                                           |
| Wat jij wil                                                   | 1997                  | -                     |                 |              | Nr. 76 in de Mega Top 100                                                                                           |
| Het laatste moment                                            | 1998                  | -                     |                 |              | Nr. 86 in de Mega Top 100                                                                                           |
| Leun op mij                                                   | 1999                  | 27-03-1999            | 11              | 11           | Nr. 13 in de Mega Top 100                                                                                           |
| Kop dicht en kus me                                           | 1999                  | -                     |                 |              | Nr. 92 in de Mega Top 100                                                                                           |
| Kruimeltje                                                    | 1999                  | -                     |                 |              | Titelsong Kruimeltje / Nr. 85 in de Mega Top 100                                                                    |
| Waar ben je nou?                                              | 2000                  | -                     |                 |              | Nr. 68 in de Mega Top 100                                                                                           |
| Onderhuids                                                    | 2002                  | -                     |                 |              | Nr. 93 in de Mega Top 100                                                                                           |
| Nu het over is                                                | 2004                  | -                     |                 |              | met Mark / Nr. 37 in de Mega Top 50                                                                                 |
| Als je iets kan doen                                          | 2005                  | 15-01-2005            | 1(4wk)          | 9            | Als onderdeel van Artiesten voor Azië / Nr. 1 in de Mega Top 50 / Alarmschijf / Best verkochte Mega Top 50 van 2005 |
| Uit het oog niet uit mijn hart                                | 2011                  | -                     |                 |              | met Edsilia Rombley / Nr. 36 in de Mega Top 50                                                                      |
| Wereldwijd orkest                                             | 2011                  | 03-12-2011            | 12              | 4            | Als onderdeel van Diverse artiesten / met Het Metropole Orkest & Vince Mendoza / Nr. 1 in de Mega Top 50            |
| The Christmas blues                                           | 2011                  | -                     |                 |              | met Dean Martin / Nr. 22 in de Mega Top 50                                                                          |
| Hou me vast - Live 2013                                       | 2013                  | -                     |                 |              | Nr. 35 in de Mega Top 50                                                                                            |
| Koningslied                                                   | 19-04-2013            | 27-04-2013            | 2               | 4            | als onderdeel van Nationaal Comité Inhuldiging / Nr. 1 in de Mega Top 50                                            |
| Verliefd verward                                              | 2014                  | -                     |                 |              | Nr. 34 in de Mega Top 50                                                                                            |
| Hou van mij                                                   | 2014                  | -                     |                 |              | Nr. 55 in de B2B Single Top 100                                                                                     |
| Kerstmis vier je samen                                        | 2014                  | 13-12-2014            | tip25           | -            | als onderdeel van Eenmaal Voor Allen / Nr. 68 in de B2B Single Top 100                                              |

| Single met hitnotering(en) in de Vlaamse Ultratop 50 | Datum van verschijnen | Datum van binnenkomst | Hoogste positie | Aantal weken | Opmerkingen                                    |
| ---------------------------------------------------- | --------------------- | --------------------- | --------------- | ------------ | ---------------------------------------------- |
| Koningslied                                          | 2013                  | 11-05-2013            | 41              | 1            | als onderdeel van Nationaal Comité Inhuldiging |

### NPO Radio 2 Top 2000
| Nummers met noteringen in de NPO Radio 2 Top 2000 | '99 | '00 | '01  | '02  | '03  | '04  | '05  | '06  | '07  | '08  | '09  | '10  | '11  | '12  | '13  | '14  |
| ------------------------------------------------- | --- | --- | ---- | ---- | ---- | ---- | ---- | ---- | ---- | ---- | ---- | ---- | ---- | ---- | ---- | ---- |
| Blijf bij mij (met Paul de Leeuw)                 | -   | -   | 1025 | 977  | 821  | 1011 | 669  | 579  | 923  | 751  | 888  | 1155 | 1355 | 1130 | 1421 | 1782 |
| Leun op mij                                       | -   | -   | -    | -    | -    | -    | 1612 | 965  | 1357 | 1670 | 1221 | 1239 | 1200 | 1386 | 1285 | 1496 |
| Vrede                                             | 739 | 845 | 1280 | 1268 | 1261 | 1472 | 1524 | 1531 | 1919 | 1534 | -    | -    | -    | -    | -    | -    |

1. ↑  Een '-' betekent dat het nummer niet was genoteerd en een vetgedrukt getal geeft de hoogste notering van een nummer aan.
2. ↑  Deze tabel is bijgewerkt tot en met de laatste editie (2024).

### Dvd's
| Dvd's met hitnoteringen in de Nederlandse Music Top 30 | Datum van verschijnen | Datum van binnenkomst | Hoogste positie | Aantal weken | Opmerkingen |
| ------------------------------------------------------ | --------------------- | --------------------- | --------------- | ------------ | ----------- |
| Live - Tastbaar                                        | 2005                  | 02-04-2005            | 1(1wk)          | 13           |             |
| A touch of Latin                                       | 2007                  | 22-12-2007            | 15              | 7            |             |
| Simply The Best - One Woman Show                       | 2012                  | 24-03-2012            | 1(1wk)          | 24           |             |